# Aimorés (Minas Gerais)
Aimorés é um município brasileiro no interior do estado de Minas Gerais, Região Sudeste do país. Localiza-se no Vale do Rio Doce e está situado a cerca de 440 km a leste da capital do estado. Ocupa uma área de cerca de 1 350 km², sendo que 5,6 km² estão em perímetro urbano, e sua população em 2022 era de 25 269 habitantes.
A sede tem uma temperatura média anual de 25,2 °C e na vegetação original do município predomina a Mata Atlântica, sendo conhecida como "a terra do sol eterno" por ser a cidade mais quente do estado. Com 79% da população vivendo na zona urbana, a cidade contava, em 2009, com 25 estabelecimentos de saúde. O seu Índice de Desenvolvimento Humano (IDH) é de 0,684, considerando-se como médio em relação ao país.
A região começou a ser desbravada na segunda metade do século XIX, vindo a ser rapidamente povoada devido às terras férteis que favoreceram o desenvolvimento da agricultura e da pecuária. Foi emancipada oficialmente em 1915, sendo por muito tempo uma das principais cidades do Vale do Rio Doce. Hoje se destaca pelo complexo da Usina Hidrelétrica de Aimorés, a maior do leste mineiro, e pelo Instituto Terra, fundado por Sebastião Salgado, cujo objetivo é reconstituir o ecossistema florestal da região.

## História
Até a década de 1850 a região era habitada exclusivamente pelos índios Aimorés. Por muito tempo ajudaram na preservação das matas do atual município, onde foram encontrados instrumentos de caça e de pesca que pertenciam à tribo com mais de 900 anos, porém seu primeiro contato com o homem branco foi pacífico, tendo ocorrido em uma área próxima dali. Em 1856 chega ao lugar uma expedição organizada pelos irmãos João e Luís de Aguiar e um cunhado de nome Inácio Mançores, vindos de Paraíba do Sul, no Rio de Janeiro; atravessaram Manhuaçu até chegar ao Ribeirão Pocrane e posteriormente ao rio Manhuaçu e à confluência deste com o rio Doce.
Como o lugar oferecia vantagens econômicas, com seu solo fértil, caça abundante e rios piscosos, estabeleceram-se como produtores rurais e mineradores em busca de ouro e pedras preciosas. Somente por volta de 1870 vieram para o município os desbravadores com o verdadeiro propósito de implantar o progresso por meio da agricultura e da pecuária. Entre esses destaca-se Paulo Martins dos Santos. Incentivaram a agricultura, a pecuária e foram aos poucos povoando o local. Outras pessoas foram atraídas pela notícia da fertilidade e riqueza da zona e para lá se dirigiram, crescendo assim a localidade. Inicialmente denominaram a nova terra de "Natividade", porém em 1910 passou a ter o nome de "Aimorés", em homenagem aos nativos, cujo nome prevalece atualmente.
Pela lei estadual nº 556, de 30 de agosto de 1911, o povoado, que até então pertencia ao estado do Espírito Santo, é transformado em distrito do município de Rio José Pedro (atual cidade de Ipanema). Em 18 de setembro de 1915 (confirmada pela lei estadual nº 673, de 5 de setembro de 1916) ocorre a emancipação política de Aimorés, que é instalado em 24 de fevereiro de 1917. O novo município é constituído de cinco distritos, sendo eles: Alto do Capim, Penha do Capim, São Benedito (atual Tabaúna), a Sede e Resplendor. Resplendor é desmembrado e transformado em município pelo decreto-lei estadual nº 148, de 17 de dezembro de 1938, e nos anos seguintes ainda ocorre a criação de outros cinco distritos; Conceição do Capim e Expedicionário Alício (lei estadual nº 336, de 27 de dezembro de 1948), Mundo Novo de Minas e São Sebastião da Vala (lei estadual nº 2764, de 30 de dezembro de 1962) e Santo Antônio do Rio Doce (lei municipal nº 1499, de 31 de outubro de 1995).
Após a emancipação continuou a ocorrer o gradativo crescimento econômico e demográfico de Aimorés. Foi por muito tempo um importante centro regional, inicialmente em função da fertilidade da terra, que propiciou o desenvolvimento da agricultura, e da busca do ouro e pedras preciosas e por muito tempo devido ao grande número de serrarias e cerâmicas. No decorrer da década de 1990 em diante o comércio passou a ser a principal fonte econômica. Na década de 2000, o município veio a receber o complexo da Usina Hidrelétrica de Aimorés, que apesar de conceder à cidade ações sociais e renda, trouxe impactos com a relocação de habitantes para o alagamento de algumas áreas e o desvio do curso do rio Doce, que deixou de banhar a região central.

## Geografia

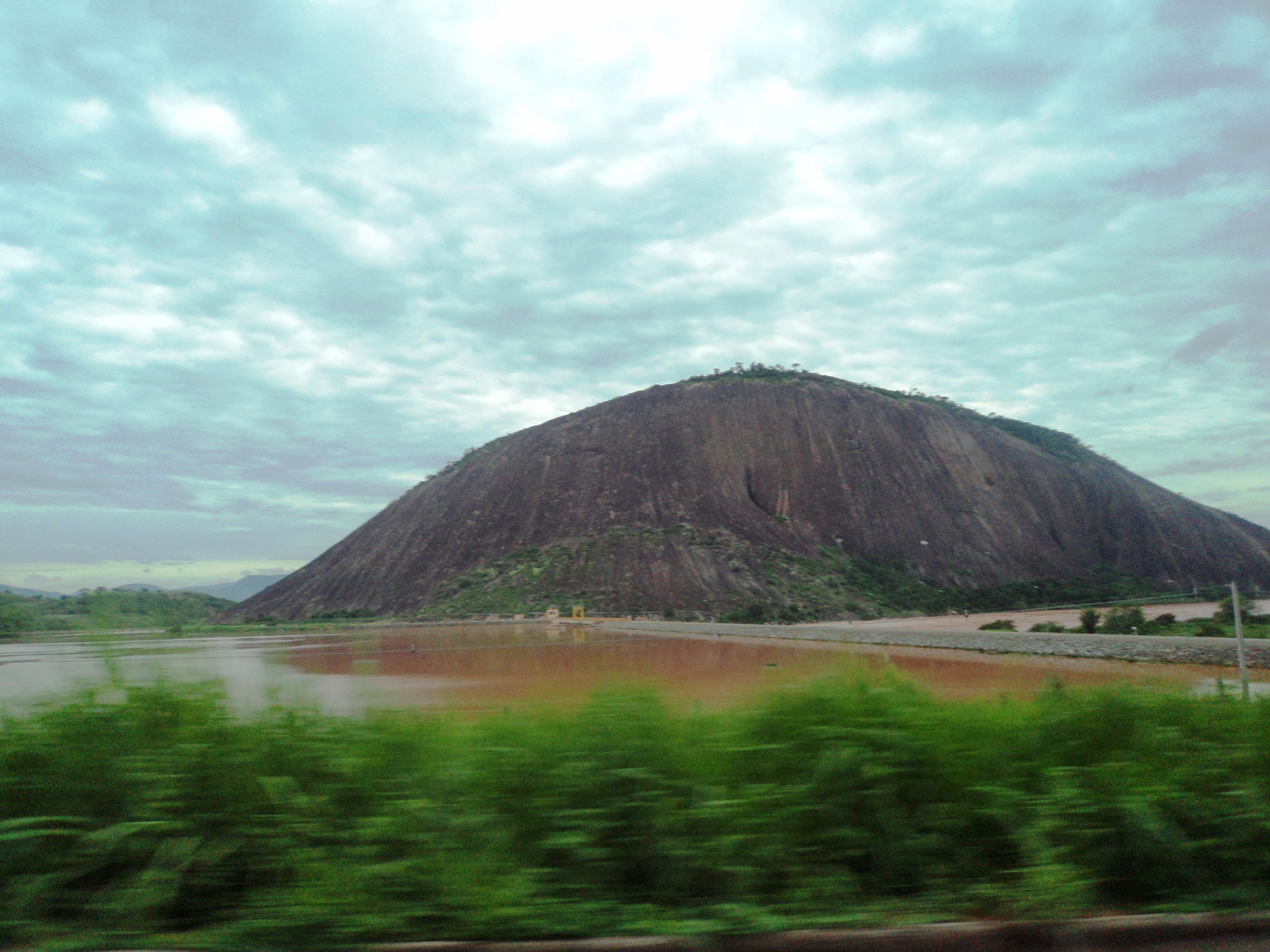
Barragem da Usina Hidrelétrica de Aimorés com a Pedra da Lorena ao fundo

A área do município, segundo o Instituto Brasileiro de Geografia e Estatística (IBGE), é de 1 348,913 km², sendo que 5,58 km² constituem a zona urbana. Situa-se a 19°29'45" de latitude sul e 41°03'50" de longitude oeste  e está a uma distância de 440 quilômetros a leste da capital mineira. Seus municípios limítrofes são Itueta, ao norte; Baixo Guandu, ao nordeste; Laranja da Terra, à leste; Afonso Cláudio, a sudeste; Brejetuba, ao sul; Mutum, a sudoeste; Pocrane, à oeste; e Santa Rita do Itueto, ao noroeste. Destes, Baixo Guandu, Laranja da Terra, Afonso Cláudio e Brejetuba situam-se no estado do Espírito Santo e as cidades de Mutum, Pocrane, Santa Rita do Itueto e Itueta estão em Minas Gerais.
De acordo com a divisão regional vigente desde 2017, instituída pelo IBGE, o município pertence às Regiões Geográficas Intermediária de Governador Valadares e Imediata de Aimorés-Resplendor. Até então, com a vigência das divisões em microrregiões e mesorregiões, fazia parte da microrregião de Aimorés, que por sua vez estava incluída na mesorregião do Vale do Rio Doce.

### Relevo e hidrografia
O relevo do município de Aimorés é predominantemente ondulado. Em aproximadamente 40% do território aimoreense há o predomínio de terrenos ondulados, enquanto que 30% é coberto por áreas e montanhosas e os outros 30% restantes são lugares planos. A altitude máxima encontra-se na Serra da Mata Fria, situada a sul do município, que chega aos 1 118 metros, enquanto que a altitude mínima está no rio Doce, chegando a 83 metros acima do nível do mar, em um trecho a nordeste da cidade. Vários agrupamentos rochosos são alguns dos principais atrativos do município, tais como a pedra Bonita, a pedra da Fundanga, a pedra da Onça e a pedra Lorena. Análises geomórficas e fotografias registradas por satélites revelam ainda a existência de uma cratera a cerca de 5 quilômetros a norte da cidade, com aproximadamente 9,6 km de diâmetro, cuja formação tem como hipóteses se tratar de um vulcão extinto ou ter se originado da queda de um meteorito. Especula-se que o suposto meteorito tenha alterado o curso do rio Doce.
O rio Doce é o principal curso hidrográfico que banha o município, ao lado dos rios Manhuaçu e Capim, que também fazem parte da bacia do rio Doce. As águas do rio Doce alimentam a Usina Hidrelétrica de Aimorés, que é o maior complexo hidrelétrico do leste mineiro. Por vezes, na estação das chuvas, os rios que cortam o município sofrem com a elevação de seus níveis, provocando enchentes em suas margens, o que exige a existência de um sistema de alerta contra enchentes eficaz. A cidade foi uma das mais afetadas pelas enchentes de 1979, que atingiram vários municípios do leste mineiro banhados pelo rio Doce e seus afluentes, e em 2003 e 2004 fortes chuvas provocaram novamente grandes inundações nas proximidades dos rios, bem como as chuvas de 2013, que desalojaram milhares de pessoas na cidade. Há uma série de estações pluviométricas e fluviométricas instaladas em Aimorés, que são administradas pela Companhia de Pesquisa de Recursos Minerais (CPRM) e que visam a alertar a população de uma possível enchente.

### Clima

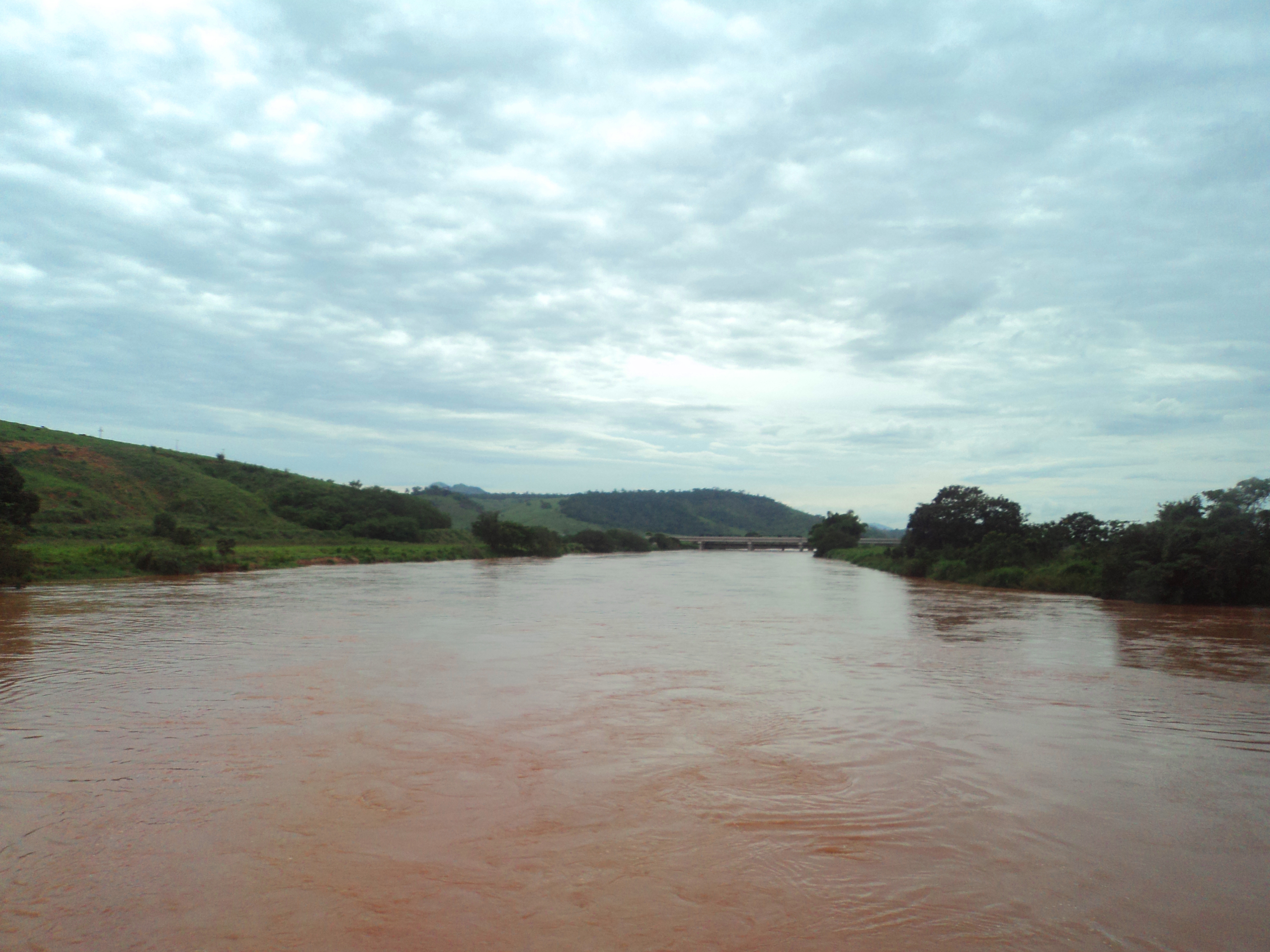
Rio Manhuaçu em dezembro de 2011, durante a estação das chuvas.

O clima aimoreense é caracterizado como tropical quente semiúmido (tipo Aw segundo Köppen), com temperatura média compensada anual de 25 °C e pluviosidade média de 920 mm/ano, concentrados entre os meses de outubro e março. O município é conhecido por ser a cidade mais quente do estado de Minas Gerais e por isso recebe o apelido de "a terra do sol eterno". A estação chuvosa compreende os meses mais quentes, enquanto que a estação seca abrange os meses mornos. Outono e primavera, por sua vez, são estações de transição. A passagem entre os períodos seco e chuvoso é marcada por tempestades, sobretudo na primavera.
As precipitações caem principalmente sob a forma de chuva e, esporadicamente, de granizo, com registros desse fenômeno em 20 de outubro de 2014 e 4 de setembro de 2018, provocando danos em residências e estabelecimentos comerciais. As chuvas podem ainda vir acompanhadas de descargas elétricas e fortes rajadas de vento. De acordo com o Grupo de Eletricidade Atmosférica do Instituto Nacional de Pesquisas Espaciais (ELAT/INPE) em 2018, o município apresenta uma densidade de descargas de 1 raio por km²/ano, estando na 729ª posição a nível estadual e na 4 457ª a nível nacional.
| Maiores acumulados de precipitação em 24 horas registrados em Aimorés (INMET) por meses (1972–2014) | Maiores acumulados de precipitação em 24 horas registrados em Aimorés (INMET) por meses (1972–2014) | Maiores acumulados de precipitação em 24 horas registrados em Aimorés (INMET) por meses (1972–2014) | Maiores acumulados de precipitação em 24 horas registrados em Aimorés (INMET) por meses (1972–2014) | Maiores acumulados de precipitação em 24 horas registrados em Aimorés (INMET) por meses (1972–2014) | Maiores acumulados de precipitação em 24 horas registrados em Aimorés (INMET) por meses (1972–2014) |
| Mês                                                                                                 | Acumulado                                                                                           | Data                                                                                                | Mês                                                                                                 | Acumulado                                                                                           | Data                                                                                                |
| --------------------------------------------------------------------------------------------------- | --------------------------------------------------------------------------------------------------- | --------------------------------------------------------------------------------------------------- | --------------------------------------------------------------------------------------------------- | --------------------------------------------------------------------------------------------------- | --------------------------------------------------------------------------------------------------- |
| Janeiro                                                                                             | 143 mm                                                                                              | 03/01/1975                                                                                          | Julho                                                                                               | 38,2 mm                                                                                             | 22/07/2001                                                                                          |
| Fevereiro                                                                                           | 94 mm                                                                                               | 06/02/1975                                                                                          | Agosto                                                                                              | 56,4 mm                                                                                             | 30/08/1990                                                                                          |
| Março                                                                                               | 128,6 mm                                                                                            | 15/03/1994                                                                                          | Setembro                                                                                            | 61,4 mm                                                                                             | 10/09/1976                                                                                          |
| Abril                                                                                               | 100 mm                                                                                              | 14/04/1980                                                                                          | Outubro                                                                                             | 148,7 mm                                                                                            | 14/10/1973                                                                                          |
| Maio                                                                                                | 72,4 mm                                                                                             | 30/05/2005                                                                                          | Novembro                                                                                            | 121,6 mm                                                                                            | 22/11/1996                                                                                          |
| Junho                                                                                               | 45 mm                                                                                               | 13/06/2009                                                                                          | Dezembro                                                                                            | 154 mm                                                                                              | 24/12/2013                                                                                          |

Com mais de 2 500 horas de insolação por ano, a umidade do ar média anual é de 73%, contudo baixos índices de umidade podem ser registrados durante a estação seca ou em longos veranicos. Nesses períodos, aumenta o risco de queimadas na vegetação seca, inclusive em áreas de proteção. O vento dominante é originado na direção leste e, no período mais ventoso do ano, entre os dias 14 de agosto e 13 de dezembro, a velocidade média é de 11,9 quilômetros, tendo uma ligeira concentração entre setembro e outubro. Na época mais calma, de abril a junho, a velocidade média varia entre 9 e 10 quilômetros por hora.
Segundo dados da medição convencional do Instituto Nacional de Meteorologia (INMET), referentes ao período de 1972 a 1983 e 1985 a 2014, a menor temperatura registrada em Aimorés foi de 8,6 °C em 11 de junho de 1985, e a maior atingiu 42,6 °C em 31 de outubro de 2012. O menor índice de umidade relativa do ar foi de 17% em 9 de junho de 1979. O maior acumulado de precipitação em 24 horas, por sua vez, foi de 154 mm em 24 de dezembro de 2013. Outros grandes acumulados (completando os cinco maiores) foram 148,7 mm em 14 de outubro de 1973, 143 mm em 3 de janeiro de 1975, 132,2 mm em 30 de janeiro de 1979 e 128,6 mm em 15 de março de 1994. Dezembro de 2013, com 822,4 mm, foi o mês de maior precipitação, ocasião em que enchentes de grandes proporções afetaram o município.
Já segundo a estação meteorológica automática do INMET localizada em uma área de preservação do Instituto Terra, instalada em 5 de agosto de 2007, a menor temperatura registrada foi de 11,5 °C em 13 de junho de 2010, e a maior atingiu 40,7 °C nos dias 31 de outubro de 2012 e 18 de novembro de 2023. O menor índice de umidade relativa do ar foi de 12% na tarde do dia 8 de dezembro de 2023. O maior acumulado de precipitação em 24 horas, por sua vez, foi de 152,8 mm em 18 de dezembro de 2024. A maior precipitação horária foi de 96,2 mm entre 22 e 23 horas do dia 17 de dezembro de 2024, enquanto que a maior rajada de vento foi de 89,64 km/h, durante uma tempestade na noite de 15 de novembro de 2011.
| Dados climatológicos para Aimorés | Dados climatológicos para Aimorés | Dados climatológicos para Aimorés | Dados climatológicos para Aimorés | Dados climatológicos para Aimorés | Dados climatológicos para Aimorés | Dados climatológicos para Aimorés | Dados climatológicos para Aimorés | Dados climatológicos para Aimorés | Dados climatológicos para Aimorés | Dados climatológicos para Aimorés | Dados climatológicos para Aimorés | Dados climatológicos para Aimorés | Dados climatológicos para Aimorés |
| Mês | Jan                               | Fev                               | Mar                               | Abr                               | Mai                               | Jun                               | Jul                               | Ago                               | Set                               | Out                               | Nov                               | Dez                               | Ano                               |
| --- | --------------------------------- | --------------------------------- | --------------------------------- | --------------------------------- | --------------------------------- | --------------------------------- | --------------------------------- | --------------------------------- | --------------------------------- | --------------------------------- | --------------------------------- | --------------------------------- | --------------------------------- |
| Temperatura máxima recorde (°C) | 40,8                              | 41                                | 40                                | 38,2                              | 37,8                              | 35,2                              | 38,2                              | 37                                | 40,6                              | 42,6                              | 40,6                              | 39,6                              | 42,6                              |
| Temperatura máxima média (°C) | 33,6                              | 34,7                              | 34,1                              | 32,6                              | 30,9                              | 29,6                              | 29,5                              | 30,2                              | 30,9                              | 32,1                              | 31,9                              | 32,5                              | 31,9                              |
| Temperatura média compensada (°C) | 27,3                              | 27,9                              | 27,4                              | 25,9                              | 23,7                              | 22                                | 21,8                              | 22,8                              | 24,2                              | 25,7                              | 26                                | 26,6                              | 25,1                              |
| Temperatura mínima média (°C) | 22,9                              | 23                                | 22,8                              | 21,3                              | 18,8                              | 16,8                              | 16,4                              | 17,3                              | 19,3                              | 21,1                              | 22                                | 22,5                              | 20,4                              |
| Temperatura mínima recorde (°C) | 15                                | 16,1                              | 16,5                              | 12,2                              | 9,9                               | 8,6                               | 9,1                               | 9,8                               | 11                                | 10,3                              | 13,1                              | 14                                | 8,6                               |
| Precipitação (mm) | 145,6                             | 67,4                              | 116,2                             | 52,1                              | 34                                | 13,8                              | 9,9                               | 18,7                              | 29,3                              | 71,9                              | 177,5                             | 188,5                             | 924,9                             |
| Dias com precipitação (≥ 1 mm) | 10                                | 7                                 | 8                                 | 5                                 | 4                                 | 3                                 | 2                                 | 2                                 | 3                                 | 6                                 | 11                                | 14                                | 75                                |
| Umidade relativa compensada (%) | 75,9                              | 72,1                              | 73,8                              | 74,9                              | 73,2                              | 72,5                              | 70,7                              | 69,2                              | 70,2                              | 70,6                              | 76,1                              | 77,8                              | 73,1                              |
| Insolação (h) | 228,5                             | 230,6                             | 239,4                             | 223,5                             | 212,4                             | 196,6                             | 208,4                             | 219,1                             | 189                               | 183,7                             | 169,8                             | 183,2                             | 2 484,2                           |
| Fonte: Instituto Nacional de Meteorologia (INMET) — normal climatológica de 1981–2010; recordes de temperatura: 01/06/1972 a 31/12/1983 e 31/05/1985 a 09/07/2014 |                                   |                                   |                                   |                                   |                                   |                                   |                                   |                                   |                                   |                                   |                                   |                                   |                                   |

| Dados climatológicos para Aimorés (estação automática)                                             | Dados climatológicos para Aimorés (estação automática) | Dados climatológicos para Aimorés (estação automática) | Dados climatológicos para Aimorés (estação automática) | Dados climatológicos para Aimorés (estação automática) | Dados climatológicos para Aimorés (estação automática) | Dados climatológicos para Aimorés (estação automática) | Dados climatológicos para Aimorés (estação automática) | Dados climatológicos para Aimorés (estação automática) | Dados climatológicos para Aimorés (estação automática) | Dados climatológicos para Aimorés (estação automática) | Dados climatológicos para Aimorés (estação automática) | Dados climatológicos para Aimorés (estação automática) | Dados climatológicos para Aimorés (estação automática) |
| Mês                                                                                                | Jan                                                    | Fev                                                    | Mar                                                    | Abr                                                    | Mai                                                    | Jun                                                    | Jul                                                    | Ago                                                    | Set                                                    | Out                                                    | Nov                                                    | Dez                                                    | Ano                                                    |
| -------------------------------------------------------------------------------------------------- | ------------------------------------------------------ | ------------------------------------------------------ | ------------------------------------------------------ | ------------------------------------------------------ | ------------------------------------------------------ | ------------------------------------------------------ | ------------------------------------------------------ | ------------------------------------------------------ | ------------------------------------------------------ | ------------------------------------------------------ | ------------------------------------------------------ | ------------------------------------------------------ | ------------------------------------------------------ |
| Temperatura máxima recorde (°C)                                                                    | 39,4                                                   | 38,9                                                   | 37,8                                                   | 36,6                                                   | 36,2                                                   | 36,4                                                   | 35,1                                                   | 37                                                     | 39                                                     | 40,7                                                   | 40,7                                                   | 38,6                                                   | 40,7                                                   |
| Temperatura mínima recorde (°C)                                                                    | 19,4                                                   | 18,3                                                   | 17,6                                                   | 15                                                     | 13                                                     | 11,5                                                   | 12,6                                                   | 12,1                                                   | 13,5                                                   | 13,9                                                   | 15,6                                                   | 17                                                     | 11,5                                                   |
| Fonte: Instituto Nacional de Meteorologia (INMET) — recordes de temperatura: 05/08/2007–31/12/2024 |                                                        |                                                        |                                                        |                                                        |                                                        |                                                        |                                                        |                                                        |                                                        |                                                        |                                                        |                                                        |                                                        |

### Ecologia e meio ambiente

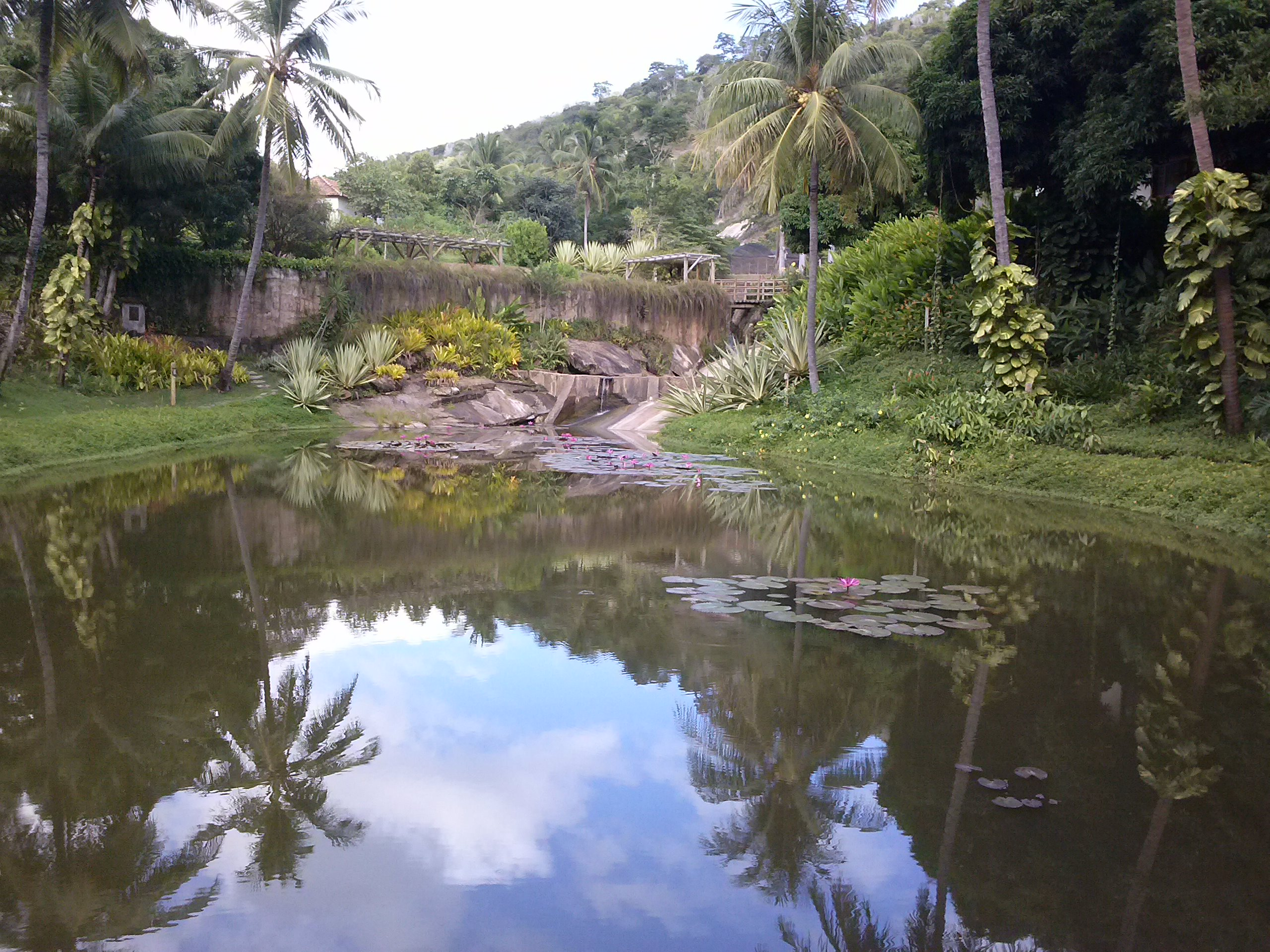
Interior do Instituto Terra

A vegetação original e predominante no município é a Mata Atlântica, apesar de que parte da mata nativa foi severamente devastada nos últimos 50 anos; inicialmente com o ciclo exploratório da madeira, que era vendida para outras regiões e estados sem que a população local fosse recompensada, depois para dar lugar às plantações de café e por último para ceder espaço à agricultura moderna e às pastagens para o gado, ou mesmo desmatada e mais tarde reflorestada. A construção da Usina Hidrelétrica de Aimorés também implicou o alagamento de vários trechos de florestas nativas e fazendas situadas ao redor do rio Doce.
Para combater o desmatamento e a devastação de áreas verdes, foram criados programas como as áreas de preservação ambiental (APAs), que são faixas de vegetação cujo objetivo é preservar os recursos hídricos, a paisagem, a estabilidade geológica e a biodiversidade, proteger o solo e assegurar o bem-estar da população. As áreas desmatadas para a construção da usina hidrelétrica estão sendo recuperadas, transformadas em mata ciliar e protegidas com a criação de APAs, sendo que 191,11 hectares já foram reflorestados. O complexo da central hidrelétrica também abrange um Parque Botânico de 70 hectares, que foi criado a partir do plantio de mais de 77 mil mudas de espécies da Mata Atlântica e conta com auditório, teatro de arena, espaço cultural e centro de educação ambiental, além de realizar palestras, exposições e atividades ecológicas abertas à população.
Também cabe ser ressaltado o Instituto Terra, fundado por Sebastião Salgado e sua esposa Lélia Wanick Salgado, cujo objetivo é reconstituir o ecossistema florestal da região, por meio de diferentes formas de intervenção, recuperando os processos ecológicos e contribuindo para a manutenção da biodiversidade local. Sua sede está localizada na Fazenda Bulcão e tem como meta plantar 600 hectares de plantas nativas de Mata Atlântica da região e recuperar a água dos córregos Bulcão e Constância e de outras nascentes. Na região visa a converter em áreas preservadas o mínimo de 20% obrigatório pela lei e recuperar as bacias hidrográficas. Visa, também, a criar corredores ecológicos para facilitar o trânsito da fauna e monitorar as diversas atividades.

## Demografia
Em 2022, a população foi estimada em 25 269 habitantes pelo censo daquele ano, realizado pelo Instituto Brasileiro de Geografia e Estatística (IBGE). Em 2010, a população era de 24 959 habitantes. Segundo o censo de 2010, 12 061 habitantes eram homens e 12 898 habitantes mulheres. Ainda segundo o mesmo censo, 19 700 habitantes viviam na zona urbana e 5 259 na zona rural. Da população total, 5 563 habitantes (22,69%) tinham menos de 15 anos de idade, 16 628 habitantes (66,62%) tinham de 15 a 64 anos e 2 768 pessoas (11,09%) possuíam mais de 65 anos, sendo que a esperança de vida ao nascer era de 73,6 anos e a taxa de fecundidade total por mulher era de 2,1.
No começo do século XX, a cidade foi uma das mais importantes de todo o leste mineiro, atraindo migrantes de várias regiões em decorrência de seu crescimento econômico, porém na década de 1960 a população começou a se declinar. Pela sua proximidade e acesso fácil e rápido por rodovia e ferrovia a Vitória e cidades como Governador Valadares e a Região Metropolitana do Vale do Aço, acabou sendo polarizada por estas.

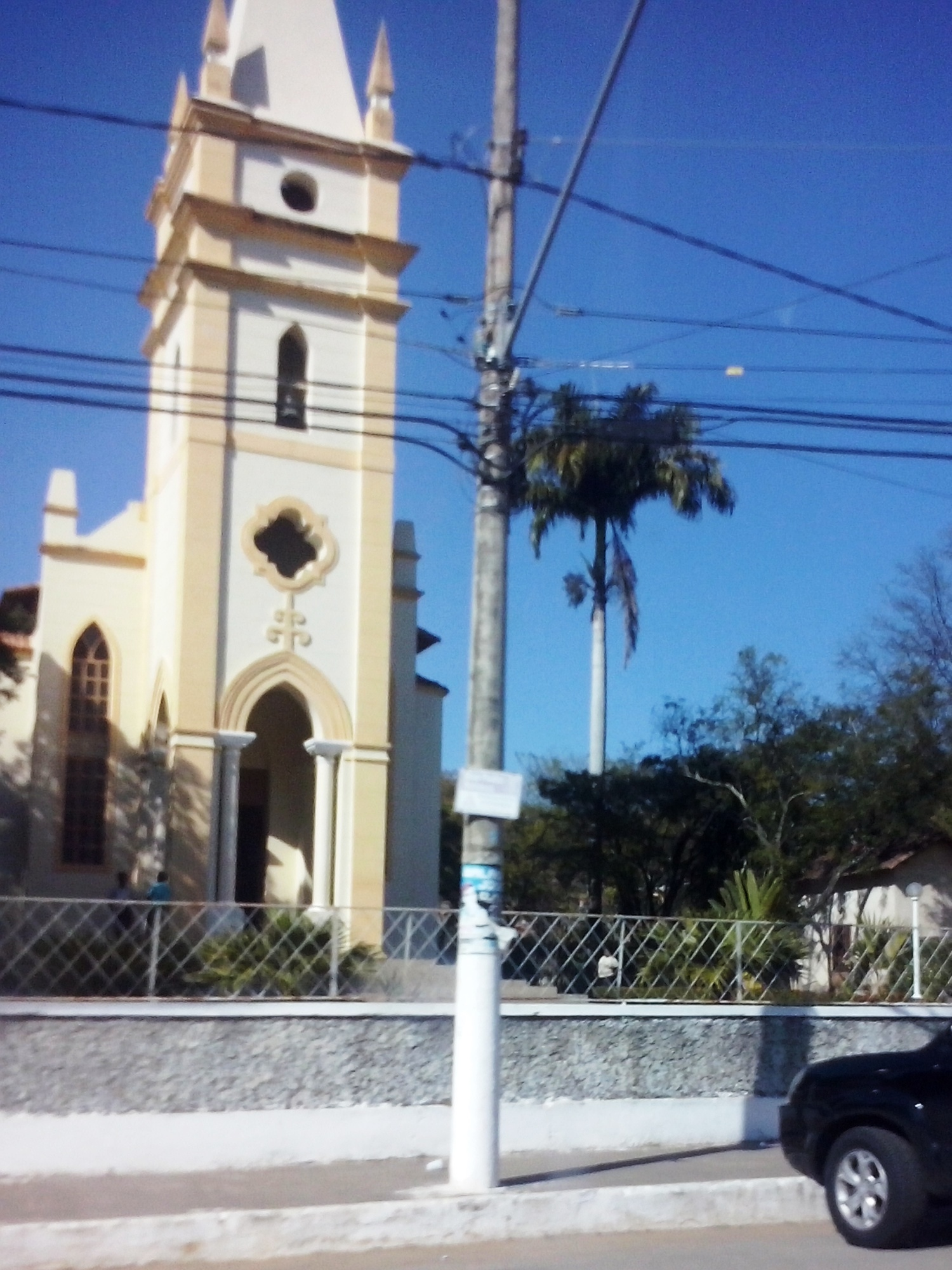
Fachada da Igreja Nossa Senhora do Carmo

Em 2010, segundo dados do censo do IBGE daquele ano, a população aimoreense era composta por 9 786 brancos (39,21%); 1 361 negros (5,45%); 203 amarelos (0,81%); 13 510 pardos (54,13%); e 99 indígenas (0,4%). Considerando-se a região de nascimento, 24 518 eram nascidos na Região Sudeste (98,23%), 166 na Região Nordeste (0,67%), 43 no Norte (0,17%), 101 no Sul (0,40%) e onze no Centro-Oeste (0,04%). 21 823 habitantes eram naturais do estado de Minas Gerais (87,44%) e, desse total, 17 621 eram nascidos em Aimorés (70,60%). Entre os 3 136 naturais de outras unidades da federação, Espírito Santo era o estado com maior presença, com 2 422 pessoas (9,70%), seguido pelo Rio de Janeiro, com 172 residentes (0,69%), e por São Paulo, com 101 habitantes residentes no município (0,40%).
O Índice de Desenvolvimento Humano Municipal (IDH-M) de Aimorés é considerado médio pelo Programa das Nações Unidas para o Desenvolvimento (PNUD), sendo que seu valor é de 0,670 (o 2332º maior do Brasil). A cidade possui a maioria dos indicadores próximos à média nacional segundo o PNUD. Considerando-se apenas o índice de educação o valor é de 0,576, o valor do índice de longevidade é de 0,810 e o de renda é de 0,685. De 2000 a 2010, a proporção de pessoas com renda domiciliar per capita de até meio salário mínimo reduziu em 58,1% e em 2010, 85,4% da população vivia acima da linha de pobreza, 9,0% encontrava-se na linha da pobreza e 5,7% estava abaixo e o coeficiente de Gini, que mede a desigualdade social, era de 0,533, sendo que 1,00 é o pior número e 0,00 é o melhor. A participação dos 20% da população mais rica da cidade no rendimento total municipal era de 61,7%, ou seja, 22 vezes superior à dos 20% mais pobres, que era de 2,8%.
De acordo com dados do censo de 2010 realizado pelo IBGE, a população de Aimorés está composta por: 11 144 católicos (44,65%), 9 875 evangélicos (39,56%), 3 015 pessoas sem religião (12,08%), 40 espíritas (0,16%) e 3,55% estão divididos entre outras religiões. Segundo divisão feita pela Igreja Católica, o município faz parte da Diocese de Governador Valadares, que foi criada em 1 de fevereiro de 1956, desmembrando-se da Diocese de Caratinga, e está localizada na província eclesiástica de Mariana. Aimorés se subdivide em duas paróquias: São Sebastião, cuja sede foi construída em 1910 como primeiro templo religioso da cidade, e Nossa Senhora do Carmo.

## Política e administração

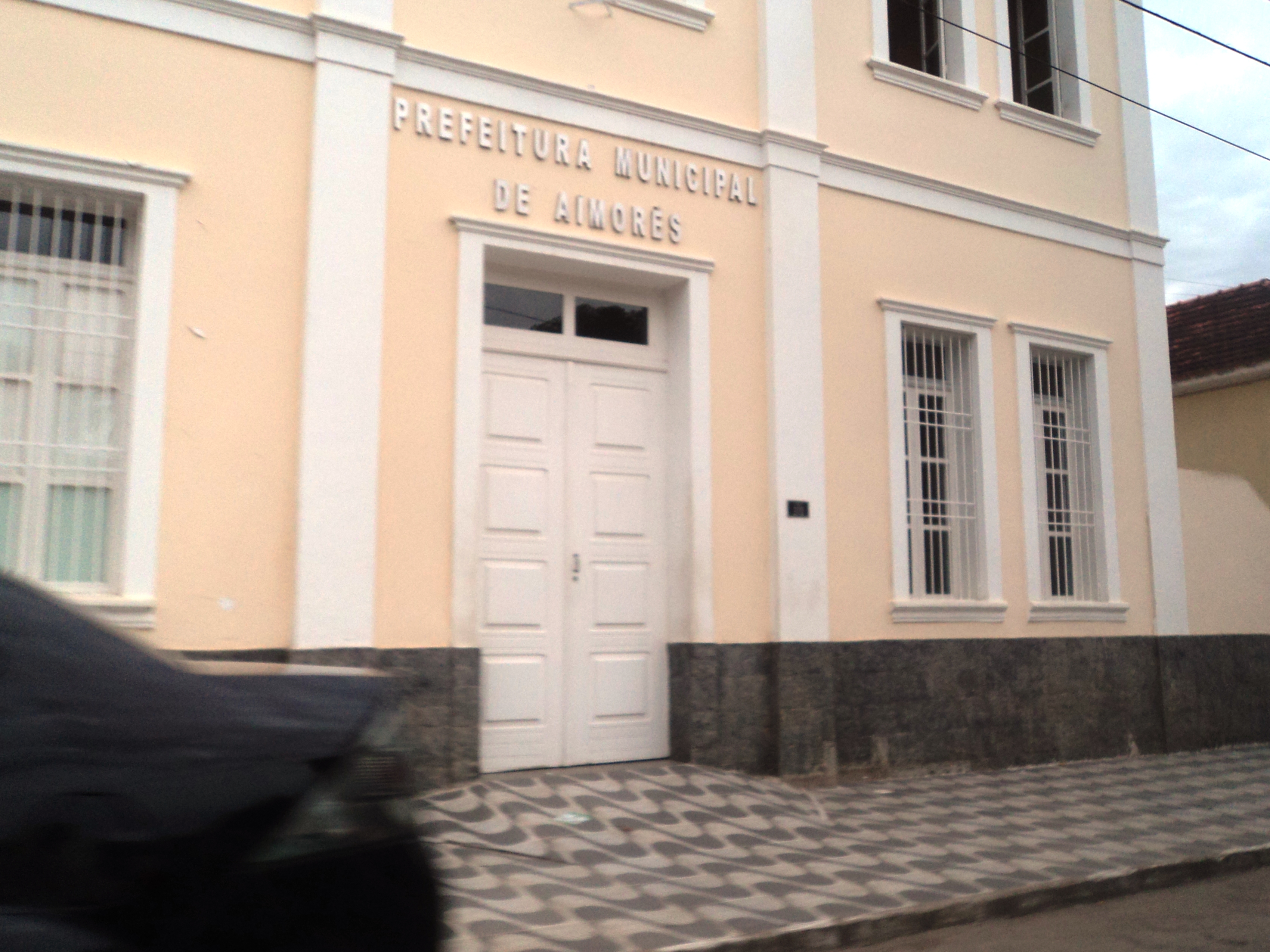
Sede da prefeitura de Aimorés

A administração municipal se dá pelos Poderes Executivo e Legislativo. O Executivo é exercido pelo prefeito, auxiliado pelo seu gabinete de secretários. O atual prefeito é Adriano Garcia, do Partido Liberal (PL), eleito nas eleições municipais de 2024 com 47,71% dos votos válidos e empossado em 1º de janeiro de 2025, ao lado de Francisco José de Oliveira (PSDB) como vice-prefeito. O Poder Legislativo, por sua vez, é constituído pela câmara municipal, composta por onze vereadores. Cabe à casa elaborar e votar leis fundamentais à administração e ao Executivo, especialmente o orçamento participativo (Lei de Diretrizes Orçamentárias).
Em complementação ao processo Legislativo e ao trabalho das secretarias, existem também conselhos municipais em atividade, entre os quais dos direitos da criança e do adolescente (criado em 1991) e tutelar (1991). Aimorés se rege por sua lei orgânica e abriga uma comarca do Poder Judiciário estadual, de primeira entrância, que abrange apenas o próprio município. O município possuía, em novembro de 2016, 19 449 eleitores, de acordo com o Tribunal Superior Eleitoral (TSE), o que representa 0,124% do eleitorado mineiro.

## Distritos
Administrativamente, o município é subdividido em nove distritos, além da sede, sendo eles Alto do Capim, Conceição do Capim, Expedicionário Alício, Mundo Novo de Minas, Penha do Capim, Santo Antônio do Rio Doce, São José do Limoeiro, São Sebastião da Vala e Tabaúna. O distrito-sede era o mais populoso, reunindo 16 257 habitantes no ano de 2022, segundo o IBGE, seguido por Santo Antônio do Rio Doce, com 1 680 residentes.
| Distrito                  | Código IBGE | Habitantes (2022) | Domicílios particulares (2022) |                         |           |        |       |
| ------------------------- | ----------- | ----------------- | ------------------------------ | ----------------------- | --------- | ------ | ----- |
| Distrito                  | Código IBGE | Habitantes (2022) | Domicílios particulares (2022) | Aimorés (distrito-sede) | 310110205 | 16 257 | 6 077 |
| Alto do Capim             | 310110210   | 1 287             | 475                            |                         |           |        |       |
| Conceição do Capim        | 310110215   | 1 094             | 427                            |                         |           |        |       |
| Expedicionário Alício     | 310110220   | 795               | 313                            |                         |           |        |       |
| Mundo Novo de Minas       | 310110225   | 636               | 260                            |                         |           |        |       |
| Penha do Capim            | 310110230   | 997               | 411                            |                         |           |        |       |
| Santo Antônio do Rio Doce | 310110233   | 1 680             | 619                            |                         |           |        |       |
| São José do Limoeiro      | 310110245   | 411               | 153                            |                         |           |        |       |
| São Sebastião da Vala     | 310110235   | 1 404             | 543                            |                         |           |        |       |
| Tabaúna                   | 310110240   | 708               | 257                            |                         |           |        |       |

## Economia
No Produto Interno Bruto (PIB) de Aimorés, destacam-se a agropecuária e a área de prestação de serviços, com considerável participação da extração mineral. De acordo com dados do IBGE, relativos a 2011, o PIB do município era de R$ 304 207 mil. 13 038 mil reais eram de impostos sobre produtos líquidos de subsídios a preços correntes e o PIB per capita era de R$ 12 193,62. Em 2010, 61,54% da população maior de 18 anos era economicamente ativa, enquanto que a taxa de desocupação era de 7,19%.
Em 2012, salários juntamente com outras remunerações somavam 42 591 mil reais e o salário médio mensal de todo município era de 1,9 salários mínimos. Havia 567 unidades locais e 553 empresas atuantes. Segundo o IBGE, em 2010, 70,33% das residências sobreviviam com menos de salário mínimo mensal por morador (5 793 domicílios), 22,13% sobreviviam com entre um e três salários mínimos para cada pessoa (1 823 domicílios), 2,78% recebiam entre três e cinco salários (229 domicílios), 1,98% tinham rendimento mensal acima de cinco salários mínimos (163 domicílios) e 2,79% não tinham rendimento (230 domicílios).
Setor primário
| Produção de milho, arroz e cana-de-açúcar (2010) | Produção de milho, arroz e cana-de-açúcar (2010) | Produção de milho, arroz e cana-de-açúcar (2010) |
| ------------------------------------------------ | ------------------------------------------------ | ------------------------------------------------ |
| Produto                                          | Área colhida (hectares)                          | Produção (tonelada)                              |
| Milho                                            | 3 000                                            | 13 500                                           |
| Arroz                                            | 800                                              | 4 100                                            |
| Cana-de-açúcar                                   | 55                                               | 2 668                                            |

A pecuária e a agricultura representam o setor menos relevante na economia de Aimorés. Em 2011, de todo o PIB da cidade, 52 715 mil reais era o valor adicionado bruto da agropecuária, enquanto que em 2010, 26,29% da população economicamente ativa do município estava ocupada no setor. Segundo o IBGE, em 2011, o município contava com cerca de 105 836 bovinos, 2 652 equinos, sete bubalinos, dez asininos, 241 muares, 2 602 suínos, 763 caprinos e 732 ovinos. Havia 26 152 aves, dentre estas 18 003 eram galos, frangas, frangos e pintinhos e 8 149 galinhas, sendo que destas foram produzidas 40 mil dúzias de ovos de galinha. 19 830 vacas foram ordenhadas, das quais foram produzidos 24 589 mil litros de leite. Também foram produzidos 700 mil quilos de mel de abelha.
Na lavoura temporária são produzidos principalmente o milho (13 500 toneladas produzidas e 3 mil hectares cultivados), o arroz (4 100 toneladas produzidas e 800 hectares plantados) e a cana-de-açúcar (2 668 toneladas rendidas e 55 hectares cultivados), além da batata-doce, do feijão, da mandioca, da melancia e do tomate. Já na lavoura permanente destacam-se o café (2 891 toneladas produzidas e 2 007 hectares colhidos), o coco (1 600 toneladas produzidas e 80 hectares colhidos) e a manga (1 120 toneladas produzidas e 100 hectares colhidos), sendo cultivados ainda abacate, banana, goiaba, laranja, limão, mamão, maracujá e tangerina.
Setores secundário e terciário
A indústria, em 2011, era o segundo setor mais relevante para a economia do município. 81 056 reais do PIB municipal eram do valor adicionado bruto do setor secundário. As principais indústrias da cidade estão ligadas ao setor alimentício e principalmente ao setor de extração mineral, havendo um considerável número de serrarias e cerâmicas, apesar de que estes ramos industriais já foram mais representativos na cidade. Segundo estatísticas do ano de 2010, 0,26% dos trabalhadores de Aimorés estavam ocupados no setor industrial extrativo e 4,92% na indústria de transformação.
O setor terciário é o mais relevante para a economia municipal. Em 2010, 10,51% da população ocupada estava empregada no setor de construção, 1,34% nos setores de utilidade pública, 12,37% no comércio e 40,91% no setor de serviços e em 2011, 157 397 reais do PIB municipal eram do valor adicionado bruto do setor terciário. A atividade comercial apresentou considerável fortalecimento a partir da década de 1990.

## Infraestrutura

### Habitação, infraestrutura básica e criminalidade

Praça João Pinheiro

No ano de 2010 a cidade tinha 8 238 domicílios particulares permanentes. Desse total, 8 050 eram casas, 17 eram casas de vila ou condomínios, 168 eram apartamentos e três eram habitações em cortiços. Do total de domicílios, 5 669 são imóveis próprios (5 320 próprios já quitados e 349 em aquisição); 1 339 foram alugados; 1 175 foram cedidos (455 cedidos por empregador e 720 cedidos de outra forma) e 55 foram ocupados de outra maneira. Parte dessas residências contava com água tratada, energia elétrica, esgoto, limpeza urbana, telefonia fixa e telefonia celular. 6 600 domicílios eram atendidos pela rede geral de abastecimento de água (80,11% do total); 8 138 (98,78%) possuíam banheiros para uso exclusivo das residências; 6 289 (76,34% deles) eram atendidos por algum tipo de serviço de coleta de lixo (seja pela prefeitura ou não); e 8 194 (99,46%) possuíam abastecimento de energia elétrica.
Como na maioria dos municípios médios e grandes brasileiros, a criminalidade ainda é um problema em Aimorés. Em 2011, a taxa de homicídios no município foi de 32,2 para cada 100 mil habitantes, ficando no 24º lugar a nível estadual e no 416° lugar a nível nacional. O índice de suicídios naquele ano para cada 100 mil habitantes foi de 2,7, sendo o 252° a nível estadual e o 1891° a nível nacional. Já em relação à taxa de óbitos por acidentes de transito, o índice foi de 10,5 para cada 100 mil habitantes, ficando no 224° a nível estadual e no 1988° lugar a nível nacional.

### Saúde e educação

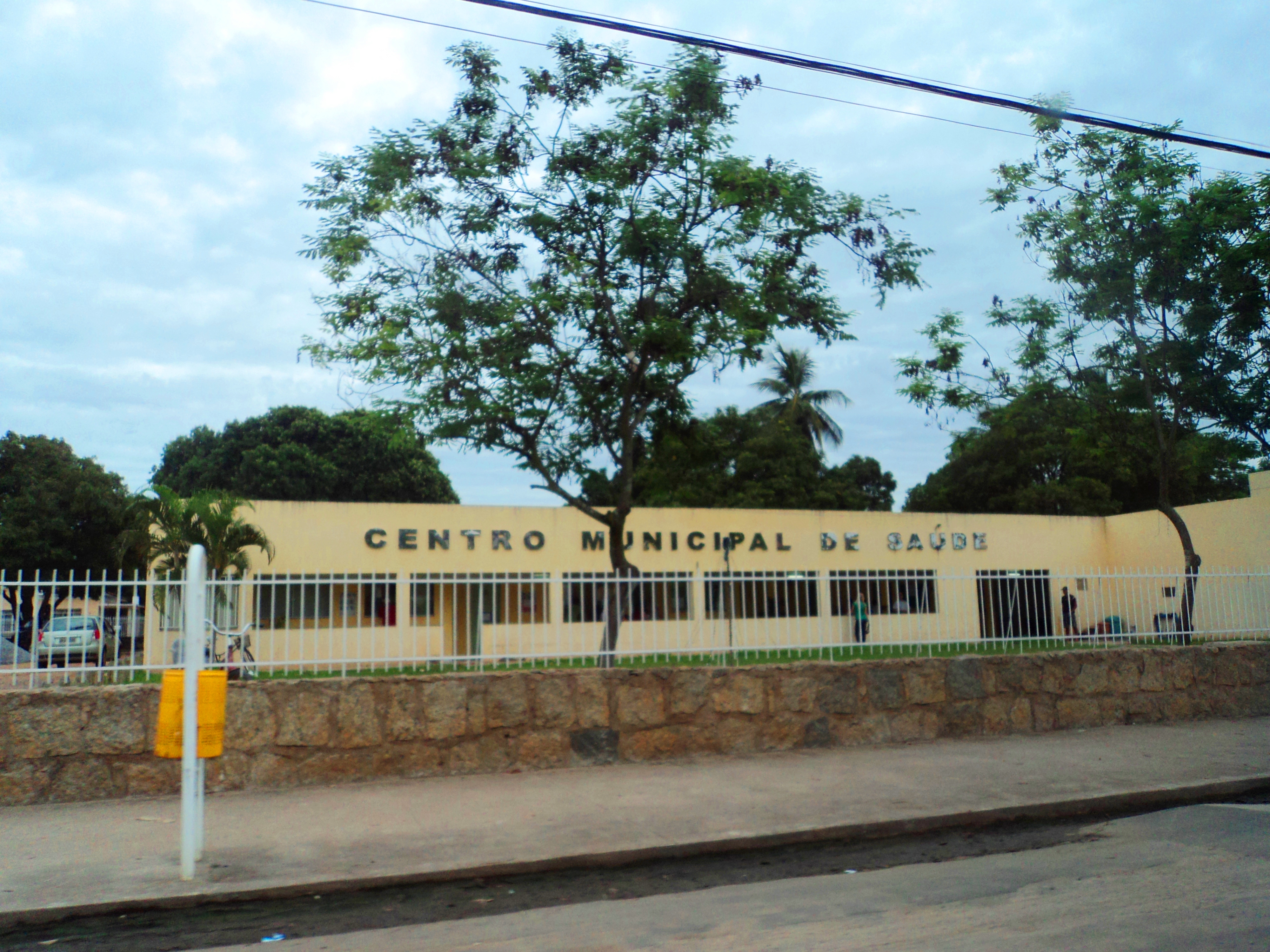
Centro Municipal de Saúde

Em 2009, o município contava com 25 estabelecimentos de saúde entre hospitais, pronto-socorros, postos de saúde e serviços odontológicos, sendo 14 deles públicos municipais e 11 privados. Do total de estabelecimento, 20 faziam parte do Sistema Único de Saúde (SUS) e havia 30 leitos para internação. Em 2013, 96,8% das crianças menores de 1 ano de idade estavam com a carteira de vacinação em dia e em 2012, foram registrados 316 nascidos vivos, sendo que o índice de mortalidade infantil neste ano foi de 12,7 óbitos de crianças menores de cinco anos de idade a cada mil nascidos. Em 2010, 15,82% das mulheres de 10 a 17 anos tiveram filhos, sendo 0,75% de meninas entre 10 e 14 anos e a taxa de atividade nesta faixa etária de 8,77%. 93,5% das crianças foram pesadas pelo Programa Saúde da Família em 2013, sendo que 0,5% do total estavam desnutridas.
Na área da educação, o Índice de Desenvolvimento da Educação Básica (IDEB) médio entre as escolas públicas de Aimorés era, no ano de 2011, de 4,6 (numa escala de avaliação que vai de nota 1 a 10), sendo que a nota obtida por alunos do 5º ano (antiga 4ª série) foi de 5,5 e do 9º ano (antiga 8ª série) foi de 3,8; o valor das escolas públicas de todo o Brasil era de 4,0. Em 2010, 3,52% das crianças com faixa etária entre sete e quatorze anos não estavam cursando o ensino fundamental. A taxa de conclusão, entre jovens de 15 a 17 anos, era de 57,2% e o percentual de alfabetização de jovens e adolescentes entre 15 e 24 anos era de 98,0%. A distorção idade-série entre alunos do ensino fundamental, ou seja, com idade superior à recomendada, era de 6,3% para os anos iniciais e 24,5% nos anos finais e, no ensino médio, a defasagem chegava a 22,6%. Dentre os habitantes de 18 anos ou mais, 40,89% tinham completado o ensino fundamental e 26,77% o ensino médio, sendo que a população tinha em média 9,32 anos esperados de estudo.
Em 2010, de acordo com dados da amostra do censo demográfico, da população total, 7 244 habitantes frequentavam creches e/ou escolas. Desse total, 200 frequentavam creches, 499 estavam no ensino pré-escolar, 452 na classe de alfabetização, 121 na alfabetização de jovens e adultos, 3 856 no ensino fundamental, 1 057 no ensino médio, 246 na educação de jovens e adultos do ensino fundamental, 164 na educação de jovens e adultos do ensino médio, 65 na especialização de nível superior, 574 em cursos superiores de graduação e onze faziam mestrado. 18 075 pessoas não frequentavam unidades escolares, sendo que 3 122 nunca haviam frequentado e 14 593 haviam frequentado alguma vez. O município contava, em 2012, com aproximadamente 4 827 matrículas nas instituições de educação infantil e ensinos fundamental e médio da cidade. Segundo o IBGE, neste mesmo ano, das 25 escolas do ensino fundamental, 16 pertenciam à rede pública municipal, oito à rede pública estadual e uma era escola privada. Dentre as seis escolas de ensino médio, cinco pertencia à rede pública estadual e uma era privada. A principal instituição de ensino superior da cidade é a Universidade Presidente Antônio Carlos (UNIPAC), cujo campus situa-se no centro da cidade.
| Ensino pré-escolar | 603   | 35  | 18 |
| Ensino fundamental | 3 422 | 214 | 25 |
| Ensino médio       | 802   | 75  | 6  |

### Serviços e comunicação

Vista parcial da casa de força e barragem auxiliar da UHE Aimorés

O serviço de abastecimento de energia elétrica do município é feito pela Companhia Energética de Minas Gerais (Cemig), assim como em grande parte do estado de Minas Gerais. Segundo a empresa, no ano de 2003 havia 8 621 consumidores (sendo 6 582 consumidores residenciais) e foram consumidos 24 165 730 KWh de energia. A energia produzida pela Usina Hidrelétrica de Aimorés é direcionada para uma subestação, onde é encaminhada ao sistema elétrico brasileiro. Este recebe a energia produzida pelas usinas do Brasil, que é redistribuída por todo o país. Os serviços de abastecimento de água e coleta de esgoto da cidade são feitos pelo Serviço Autônomo de Água e Esgoto (SAAE), sendo que a água fornecida à cidade é oriunda do rio Manhuaçu.
O código de área (DDD) de Aimorés é 033 e o Código de Endereçamento Postal (CEP) vai de 35200-000 a 35219-999. No dia 10 de novembro de 2008 o município passou a ser servido pela portabilidade, juntamente com outros municípios com o mesmo DDD. A portabilidade é um serviço que possibilita a troca da operadora sem a necessidade de se trocar o número do aparelho. Segundo dados da Telecomunicações de Minas Gerais e da Associação Mineira de Rádio e TV, o município contava, em 2001, com duas emissoras de rádio.

### Transportes
Desde o começo do século XX, Aimorés conta com transporte ferroviário da Estrada de Ferro Vitória a Minas (EFVM), tendo saídas diárias ligando Belo Horizonte a Vitória. A estação da cidade foi inaugurada em 8 de agosto de 1907, sendo que hoje, a EFVM é a via de viagem mais barata e segura possível para as cidades que contam com estações.
A frota municipal no ano de 2010 era de 6 142 veículos, sendo 2 328 automóveis, 165 caminhões, seis caminhões-trator, 308 caminhonetes, 62 caminhonetas, 26 micro-ônibus, 2 634 motocicletas, 511 motonetas, 36 ônibus, nove utilitários e 57 classificados como outros tipos de veículos. As avenidas duplicadas e pavimentadas e diversos semáforos facilitam o trânsito no município, mas o crescimento no número de veículos nos últimos dez anos está gerando um tráfego cada vez mais lento de carros, principalmente na Sede aimoreense.
Duas rodovias cortam Aimorés, sendo elas a BR-474 e a BR-259. Há um terminal rodoviário, que liga o município a várias outras cidades de Minas Gerais e do Espírito Santo. Também há um pequeno aeródromo, o Aeroporto de Baixo Guandu/Aimorés, que situa-se em Baixo Guandu, próximo à divisa com Aimorés, mas é administrado pela prefeitura das duas cidades. Foi construído entre 1967 e 1968 e está restrito para operação de aeronaves de pequeno porte e em voo livre.

## Cultura

### Manifestações culturais e instituições
Para estimular o desenvolvimento socioeconômico local, a prefeitura de Aimorés, juntamente ou não com instituições locais, passou a investir mais no segmento de festas e eventos. Os principais eventos são as festas juninas, em junho ou julho; a festa de Nossa Senhora do Carmo, em julho; e as comemorações do aniversário da cidade, em setembro. Este último é o principal, havendo a realização de shows, exposições, cavalgadas e sorteios.
O artesanato também é uma das formas mais espontâneas da expressão cultural aimoreense. Há associações que reúnem artesãos da região, disponibilizando espaço para confecção, exposição e venda dos produtos artesanais. Normalmente essas peças são vendidas em feiras, exposições ou lojas de artesanato. O Instituto Terra, por exemplo, em parceria com o SEBRAE atua em comunidades rurais ministrando cursos de artesanato e reciclagem para a população. Segundo o IBGE, as principais atividades artesanais desenvolvidas em Aimorés eram o bordado, trabalhos com frutas e sementes extraídas da natureza e esculturas de argila. A chamada Seção de Cultura da Secretaria de Educação é o órgão em complementação ao processo legislativo que versa o setor cultural do município. Dentre os espaços culturais, destaca-se a existência de duas bibliotecas, um museu e três estádios ou ginásios poliesportivos, segundo o IBGE em 2005. O museu é o Museu Municipal de Aimorés, que foi reformado em 2009 pela prefeitura em parceria com o Instituto do Patrimônio Histórico e Artístico Nacional (IPHAN). O cantor Altemar Dutra era natural do município.

### Turismo

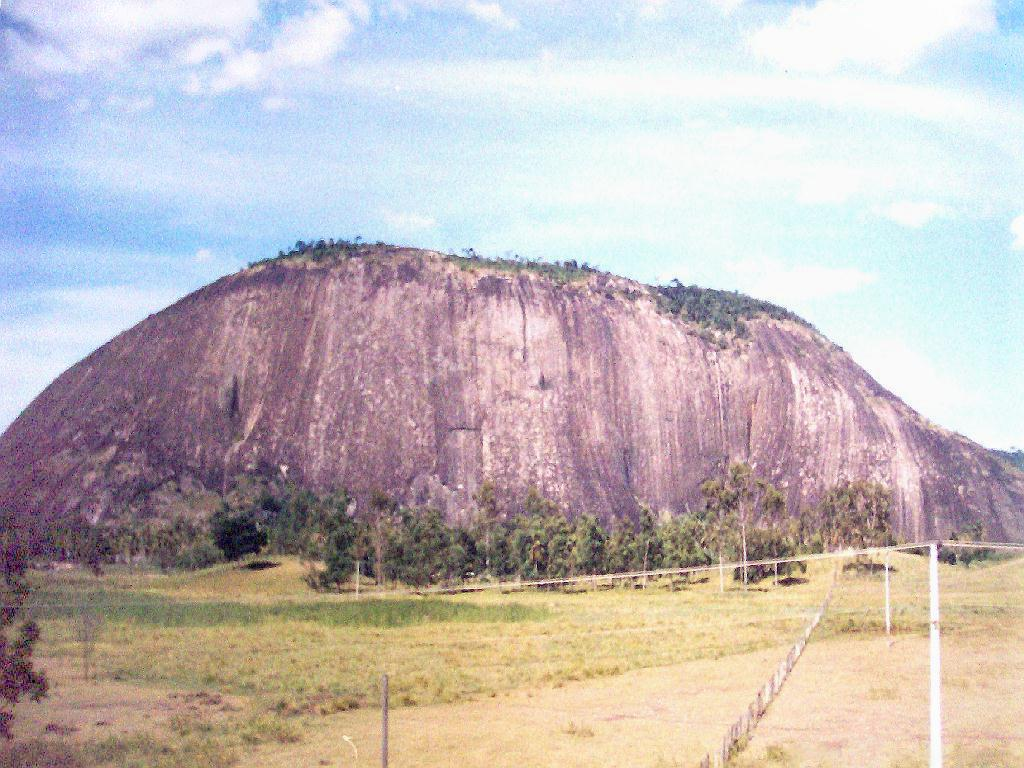
Vista da Pedra Lorena

Os principais atrativos da cidade são a Usina Hidrelétrica da cidade e o Instituto Terra. Na UHE destaca-se o Parque Botânico, que além de ter a função de preservar a fauna e flora local, é aberto diariamente ao público e conta com auditório, teatro de arena, espaço cultural, centro de educação ambiental e a realização de palestras, exposições e atividades ecológicas. Também organizam-se visitas temáticas para crianças e escolas. O Instituto Terra também é aberto ao público e nele são realizadas palestras e atividades ecológicas, havendo ainda o Cine Teatro Terra, com exibições de filmes e apresentação de peças teatrais com foco na preservação ambiental.
Vários agrupamentos rochosos também são alguns dos principais atrativos, tais como a pedra Bonita, a pedra da Fundanga, a pedra da Onça e a pedra Lorena, sendo esta última propícia para escaladas e saltos.

### Feriados
Em Aimorés há dois feriados municipais e oito feriados nacionais, além dos pontos facultativos. Os feriados são o dia de Nossa Senhora do Carmo, celebrado em 16 de julho; e o dia do aniversário da cidade, em 18 de setembro. De acordo com a lei federal nº 9.093, aprovada em 12 de setembro de 1995, os municípios podem ter no máximo quatro feriados municipais com âmbito religioso, já incluída a Sexta-Feira Santa.

### Bandeira
A bandeira de Aimorés foi criada a partir de um concurso realizado pelo então prefeito do município, Secundino Cypriano da Silva, entre os grêmios estudantis da Escola Pan-Americana e da Escola Normal e Ginásio Nossa Senhora do Carmo, na década de 60. O ganhador foi Waldir de Freitas Caldas, da Escola Pan-Americana, cuja bandeira foi adotada como símbolo do município. É composta por uma base amarela em forma de retângulo, sobre a qual se sobrepõem, ao centro e nesta ordem, um círculo azul claro; uma estrela branca em cujas pontas estão os pontos cardeais em azul; e o contorno do município em verde, sobre o qual há pequenos pontos pretos, um dos quais com uma borda branca.